# مای اوشیما
مای اوشیما (انگلیسی: Mai Oshima؛ زادهٔ ۱۱ سپتامبر ۱۹۸۷) آیدل ژاپنی، صداپیشه، و شخصیت‌های تلویزیونی در ژاپن اهل ژاپن است.